# Flavius Rufinus
Flavius Rufinus (? Elusa, Akvitánie – 27. listopadu 395 Konstantinopol) byl východořímský státník, v roce 395 fakticky vládnoucí namísto mladého císaře Arcadia.
V roce 379 vstoupil do služeb císaře Theodosia I. a brzy se domohl značného vlivu. V letech 388 až 392 byl magistrem officiorum, od roku 392 konzulem a v letech 392 až 395 prefektem pretoria Východořímské říše. Když císař Theodosius odtáhl v roce 394 na západ proti uzurpátoru Eugeniovi, zaujal postavení hlavního rádce císaře Arcadia, Theodosiova sedmnáctiletého syna, jenž zůstal v Konstantinopoli. Po Theodosiově smrti v lednu 395, kdy vládu oficiálně převzali Honorius v Západořímské říši a Arcadius ve Východořímské říši, pak určoval hlavní směr východořímské politiky, podobně jako v západní polovině říše Stilicho.
V roce 395 se na Balkáně vzbouřili Vizigóti, usazení zde na základě dohody z roku 382, a pod vedením Alarichovým plenili tamní provincie. Ze žárlivosti vůči Stilichonovi odmítl Rufinus pomoc od západořímské říše, což Alarichovi dovolilo protáhnout Makedonií až do Řecka a vydrancovat zde Attiku i Peloponnés. Rufinus byl rovněž zodpovědný za ostrý kurz vlády vůči pohanům v prvních měsících po Theodosiově smrti.
Političtí odpůrci mu zpravidla vytýkali touhu po majetku a mocichtivost (snaha stát se švagrem císaře) a jejich počet ponenáhlu rostl. Byl zabit v Konstantinopoli dne 27. listopadu 395. Jeho vrahy byli spiklenci kolem vojevůdce Gainy, ariána gótského původu. Někdy se soudí, že v pozadí vraždy stál Stilicho.